# ジェール・ショプロン・エーベンフルト鉄道

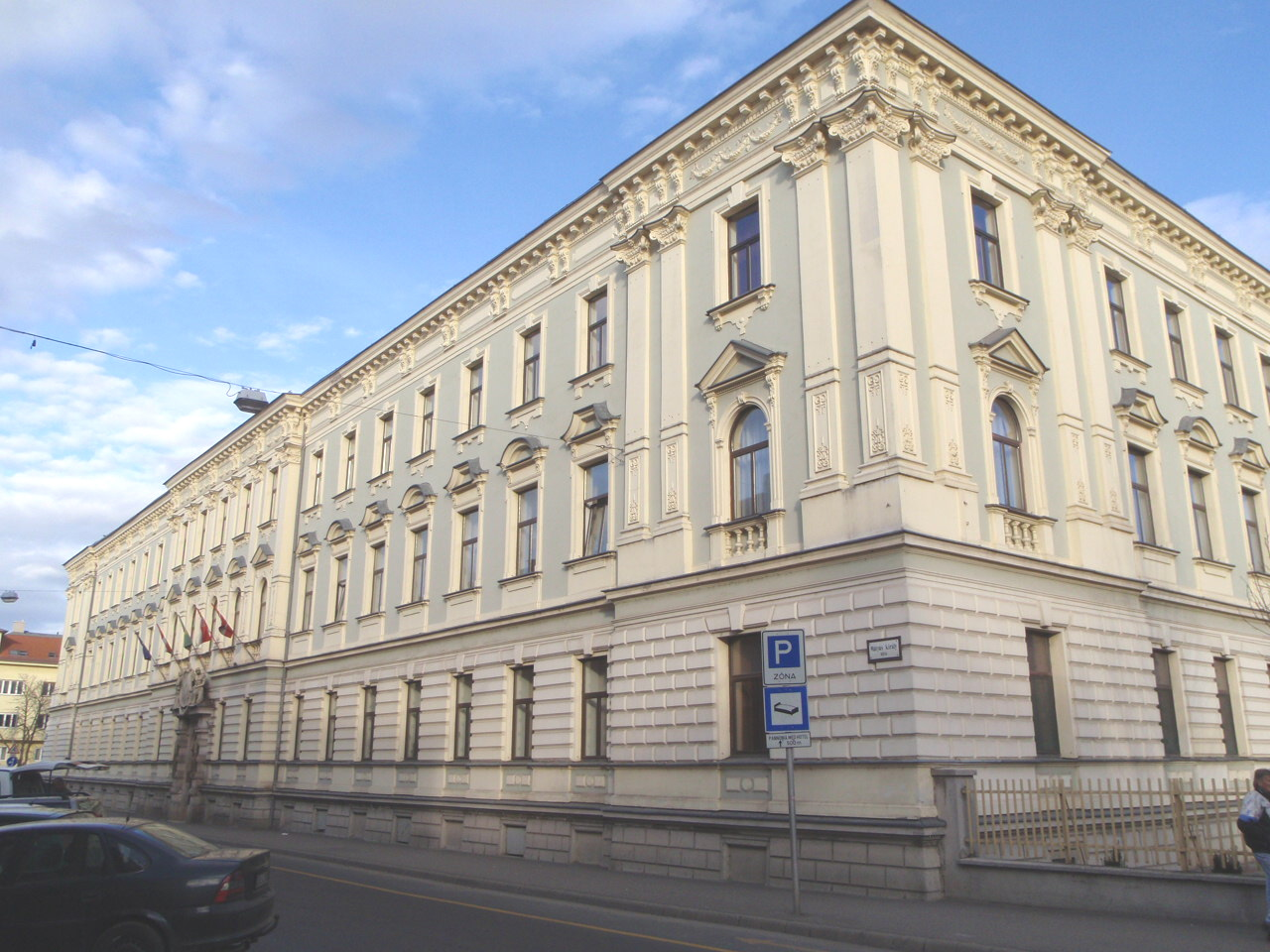
ショプロンにある本社

ジェール・ショプロン・エーベンフルト鉄道（ハンガリー語: Győr–Sopron–Ebenfurti Vasút Zártkörűen Működő Részvénytársaság, 略して GYSEV（ジェシェヴ）、ドイツ語: Raab–Ödenburg–Ebenfurter Eisenbahn Aktiengesellschaft, 略して ROeEE）はハンガリーとオーストリアで営業している鉄道会社である。1872年に設立され、本社はハンガリーのジェール・モション・ショプロン県のショプロン市にあり、オーストリア支社がショプロン市の国境を越えた専らクロアチア人が居住する隣村のヴルカプローダースドルフ村にある。路線の長さは 434.7 km。従業員数は約 2,000人。
愛称はハンガリー語では「Repcevasút」（「菜の花鉄道」）、ドイツ語では「Raaberbahn」（「ジェール鉄道」または「ラーバ川鉄道」）というものがある。ラーバーバーン（Raaberbahn）,ラーバー鉄道とも。

## 歴史
GYSEV の設立申請はヴィクトル・エアランガー男爵 (Viktor Erlanger) が行ない、1872年法律第27号で設立が決められた。
設立株主総会は1875年2月1日、ブダペスト市で開催されたが、ヴィクトル・エアランガー男爵本人は出席せず、ウィーンのエアランガー銀行の元頭取だった兄のルートヴィヒ・エアランガー (Ludwig Erlanger) が代理人として出席した。
最初の路線は1876年1月2日にジェールとショプロンの間に開通した。ショプロンとエーベンフルト間の路線が開業したのは1879年10月28日であった。支線のフェルテー地域鉄道は1897年12月19日に営業を開始した。
ハンガリーでは第二次世界大戦後共産主義のハンガリー人民共和国が成立し、国内の全ての鉄道会社は国有化されたが、GYSEVだけはオーストリアとの国境を複雑に跨いでいたため国有化されず残存している。
GYSEVの2009年現在の株式はハンガリー政府が65.6%、オーストリア政府が28.2%、ウィーンに本社を置く建設企業であるシュトラバグ欧州株式会社が6.1%を保有している。

## 路線

路線図 赤色がラーバーバーン

- ジェール - ショプロン - エーベンフルト（ドイツ語版）
- ショプロン - ソンバトヘイ
- ソンバトヘイ - セントゴットハールド
- ノイジードル・アム・ゼー - フェルテーセントミクローシュ
- セーツェニ博物館鉄道